# Lacurile din jurul Măscurei (sit SCI)
Lacurile din jurul Măscurei este o arie protejată (sit de importanță comunitară — SCI) din România, desemnată în scopul protejării biodiversității și menținerii într-o stare de conservare favorabilă a florei spontane și faunei sălbatice, precum și a habitatelor naturale de interes comunitar aflate în arealul zonei de protecție. Aceasta se întinde pe o suprafață de 1.139 ha, integral pe uscat.

## Localizare
Situl se întinde pe teritoriile administrative ale județelor Bacău (Motoșeni, Răchitoasa) și  Vaslui (Ciocani, Iana, Pogana, Puiești). Centrul sitului Lacurile din jurul Măscurei este situat la coordonatele 46°23′20″N 27°32′23″E / 46.388753°N 27.539814°E.

## Înființare
Situl Lacurile din jurul Măscurei a fost declarat sit de importanță comunitară (ROSCI0309) în septembrie 2011 pentru a proteja 4 specii de animale. Acesta se suprapune în integralitate cu aria de protecție specială avifaunistică Lacurile din jurul Măscurei.

## Biodiversitate
Situată în ecoregiunile continentală și de stepă, aria protejată nu include niciun habitat protejat.
La baza desemnării sitului se află mai multe specii protejate:
- amfibieni (2): buhai de baltă cu burtă roșie (Bombina bombina), triton cu creastă (Triturus cristatus)
- mamifere (1): vidră de râu (Lutra lutra)
- reptile (1): țestoasa de baltă (Emys orbicularis)

Pe lângă speciile protejate, pe teritoriul sitului au mai fost identificate 1 specie de amfibieni.